# Приворотье Второе
Приворотье Второе (укр. Привороття Друге) — село в Каменец-Подольском районе Хмельницкой области Украины.
Население по переписи 2001 года составляло 133 человека. Почтовый индекс — 32326. Телефонный код — 3849. Занимает площадь 0,35 км².

## Местный совет
32325, Хмельницкая обл., Каменец-Подольский р-н, с. Гуменцы